# Paul Morand
Paul Morand (París, 13 de março de 1888 -  París, 24 de julho de 1976) foi um diplomata, novelista, dramaturgo e poeta francês, considerado um modernista.

## Carreira
Gerou muitas tempestades ao longo de quase todo o século XX, devido à sua irreverência literária e à recusa em seguir as modas do pós-guerra, abordando temas demasiado ousados para a época. As suas escolhas políticas infelizes condenaram-no perante a opinião pública e levaram a ser banido, por um longo período, do panorama literário francês,  tendo sido até, considerado como persona non grata. Esteve exilado e só após a sua polémica eleição para a Academia Francesa, viu a sua obra, de novo, publicada em França.

## Livros publicados
- Fouquet ou Le Soleil offusqué, edições Gallimard, Paris, 1961.
- Ouvert la nuit (1922)
- Fermé la nuit (1923)
- L'Europe galante
- Bucarest(1935)
- L'Homme pressé (1940)
- Venises (1970)
- Journal inutile (memórias em 2 volumes, 2002)
  - Rien que la terre,
  - Magie noire (1927),
  - Paris-Tombouctou,
  - New York (1929),
  - Champions du monde (1930),
  - Papiers d'identité (1930),
  - Air indien,
  - Londres,
  - Rococó,
  - La route des Indes,
  - L'heure qu'il est, crônicas de viagem.
- Le dernier jour de l'Inquisition,
- Le flagellant de Séville,
- Le coucou et le roitelet,
- L'eau sous les ponts,
- Hécate et ses chiens,
- La folle amoureuse,
- Fin de siècle (1957),
- Nouvelles d'une vie,
- Les écarts amoureux.